# Svjetsko čudovište (2003.)
Svjetsko čudovište, hrvatski dugomeražni film iz 2003. godine.